# 新界區專線小巴35線
新界專線小巴35線是由馬亞木旗下的樂方投資營運的一條元朗區專線小巴線，來往元朗（泰豐街）及輞井圍，經屏廈路、屯馬綫天水圍站、流浮山及深灣路，來回程繞經沙橋及尖鼻咀。	
目前，此路線是輞井圍、沙橋及尖鼻咀一帶唯一對外公共交通服務。

## 簡介及歷史
此路線的前身是在1973年開辦的九巴58路，來往流浮山至沙橋（尖鼻咀），以方便深灣路一帶村民接駁九巴55路(即現時K65)往來元朗市中心，當時還設有行李及貨物收費。不過這樣的安排令深灣路一帶鄉民十分不便，因此於1974年6月3日起，58路正式延長至元朗東(即現時的元朗（鳳翔路）總站，該總站現時仍然運作)，免除村民轉車之苦。
由於深灣路由58路公車開辦以來一直都是鄉村道路，闊度僅容許1台巴士經過，多年來未經擴闊，當時九巴車隊內就只有1961年投入服務的亞比安Victor 17型單層巴士才能征服該道路。到了1970年代尾，這款巴士開始年事已高，九巴無法多留幾部去繼續行走58線。而且沙橋及尖鼻咀一帶地勢偏僻，該一帶的乘客並不多，加上由於深灣路一帶的村民，不少與九巴58線的車長相熟，許多村民會不付車資上車，而車長亦只會「隻眼開隻眼閉」，而主動付款上車的只是非慣性乘搭58線的乘客(主要是到訪沙橋及尖鼻咀一帶的市民)，導致58路一直虧蝕。
當1961年亞比安17型單層巴士因年事已高不斷被淘汰，九巴卻沒有合適替代的單層車輛取代亞比安17型，加上58線連年虧蝕，運輸署有見及此，便在1982年9月10日招標往來尖鼻咀往來元朗的專綫小巴線，翌年9月投入服務，編號為「35」，即本路線。而九巴58線最終在1984年3月1日「功成身退」。
1990年7月14日，本線尾班車由晚上9時延長至晚上9時半。
為配合西鐵（現稱屯馬綫）通車，本線於2003年12月14日繞經天水圍站公共運輸交匯處，上述安排現已取消。
2015年2月1日，本線加價至$8.8。
2017年6月11日，本線加價至$9.3，加幅5.7%。

## 服務時間及班次
35常規班次
| 元朗（泰豐街）開 | 元朗（泰豐街）開 | 元朗（泰豐街）開 | 輞井圍開 | 輞井圍開    | 輞井圍開     |
| 日期             | 服務時間         | 班次（分鐘）     | 日期     | 服務時間    | 班次（分鐘） |
| ---------------- | ---------------- | ---------------- | -------- | ----------- | ------------ |
| 每日             | 05:00-19:10      | 18               | 每日     | 05:00-19:10 | 18           |
| 每日             | 19:10-21:30      | 23               | 每日     | 19:10-21:30 | 23           |

35不經沙橋及尖鼻咀的特別班次
- 每日泰豐街開：06:00-08:30（13-14分鐘一班）
- 每日輞井圍開：06:00-08:30（13-14分鐘一班）

## 行車路線
- 往輞井圍方向途經：泰豐街，元朗東堤街，泰利街，橫洲路，元朗安寧路，媽廟路，媽橫路，青山公路，屏廈路，流浮山道，深灣路，輞井村通道。
- 往泰豐街方向途經：輞井村通道，深灣路，流浮山道，屏廈路，天水圍鐵路站，屏廈路，青山公路，同樂街，元朗安寧路，西堤街及泰豐街。

綠字路段為鄉郊路段，不影響行車安全時沿途皆可上落客。

## 相關事件
- 2011年12月27日：下午12:40左右，一輛行走此路線的小巴（HU3730）在駛至尖鼻咀迴旋處時，突然失控撞向左邊草叢。事後有區議員要求運輸署敦促營辦商盡快更換車齡較舊的車輛。[11]